# سكوت دونيلي
سكوت دونيلي (بالإنجليزية: Scott Donnelly)‏ (25 ديسمبر 1987 بهامرسميث في المملكة المتحدة - ) هو لاعب كرة قدم بريطاني في مركز الوسط. شارك مع منتخب إنجلترا تحت 17 سنة لكرة القدم. أما مع النوادي، فقد لعب مع سوانزي سيتي وكوينز بارك رينجرز ونادي فارنبوروه ونيوبورت كونتي وهافانت أند ووترلوفيل ونادي ألدرشوت تاون ونادي ساوثيند يونايتد وويكمب وندررز ونادي ويلدستون لكرة القدم.

## وصلات خارجية
- سكوت دونيلي على موقع قاعدة بيانات كرة القدم.إي يو (الإنجليزية)
- سكوت دونيلي على موقع Soccerbase.com (لاعب) (الإنجليزية)